# Arsenal, Mauritius
Arsenal är en ort i Mauritius. Den ligger i distriktet Pamplemousses, i den västra delen av landet.
Omgivningarna runt Arsenal är en mosaik av jordbruksmark och naturlig växtlighet.